# Uwe Timm (Publizist)

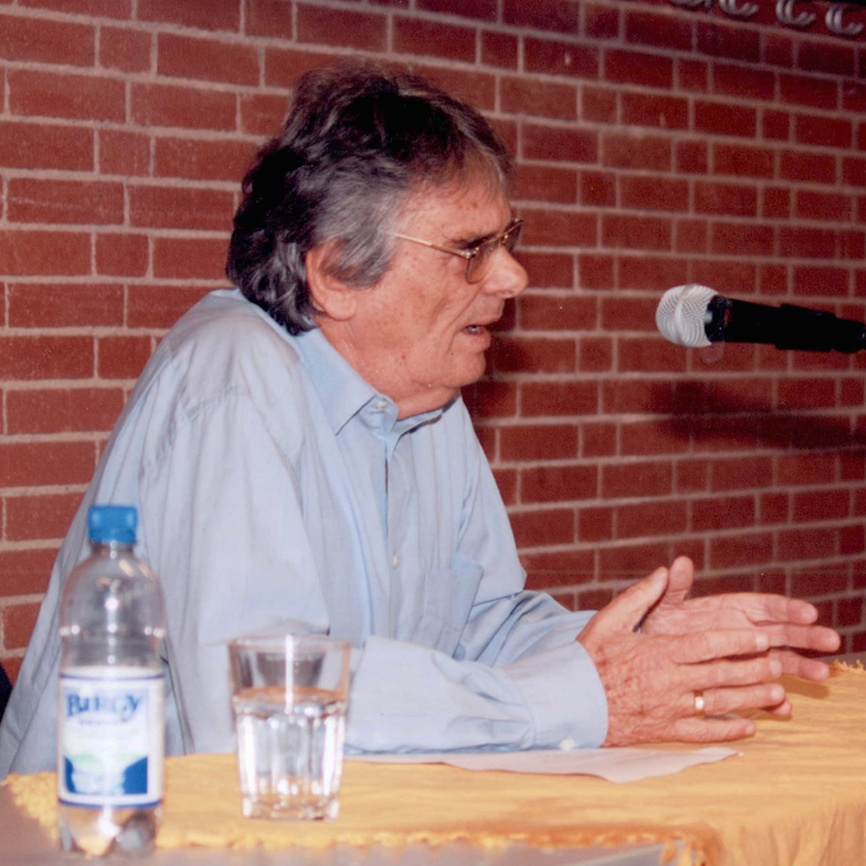
Uwe Timm (2009)

Uwe Timm (* 5. Februar 1932 in Hamburg; † 7. März 2014 in Barcelona) war ein deutscher Publizist und Autor. Ursprünglich politisch im anarchistisch-pazifistischen Milieu beheimatet, wandte er sich im Alter mehr rechtslibertären Positionen bis hin zum Bestreiten wesentlicher Aspekte und Ursachen des Klimawandels zu. Er war Mitherausgeber der Zeitschrift  espero.

## Leben
Timm erlebte in seiner Kindheit die totalitäre Staatsgewalt und autoritären Erziehungsmaßnahmen der staatlichen Instanzen. Hierüber schrieb er: „Wir waren die Generation der Kellerkinder, Kinder, die das Spielen verlernten, dafür im „Jungvolk“ in den Geländespielen auf einen Staat eingeübt wurden“. Als ältester Sohn war er aufgrund familiärer Verhältnisse bereits als Jugendlicher gezwungen, Verantwortung zu übernehmen und selbstständig sein Leben zu gestalten.
In den 1940er Jahren machte Timm Bekanntschaft mit der Freidenker-Bewegung, dem Freigeistigen Kreis in Ahrensburg. Für diese Gruppe organisierte er Kurse und Jugendweihen. Als Gruppenleiter der Hamburger Genossenschaftsjugend arbeitete er in der Redaktion der Genossenschaftlichen Jugendbriefe und las die Bücher von Robert Owen, später die Schriften von Silvio Gesell und Werner Zimmermann; letzterer war Mitbegründer der früheren WIR-Genossenschaft (heute WIR-Bank). Timm lernte den Lebensreformer Zimmermann persönlich kennen und besuchte darüber hinaus Kurse des Freiwirtschaftlers Hans Schumann. Zum Kriegsende lernte Timm den Gegner des Nationalsozialismus und Anhänger der Freiwirtschaft Hermann Albert Prüss kennen; dies war Timms erster politischer Kontakt.
Timm absolvierte eine Ausbildung zum Maschinenbauer und erhielt eine Weiterbildung zum Techniker sowie eine Ausbildung zum technischen Kaufmann. Danach war er tätig als Konstrukteur im Anlagenbau, freigestellter Betriebsrat, stellvertretender Betriebsratsvorsitzender und Sprecher des Personalausschusses.
In seiner Tätigkeit bei der Genossenschaftsjugend kam Timm in Verbindung mit einer Hamburger Anarchisten-Gruppe, zu der u. a. Otto Reimers gehörte und wurde mit dem libertären Gedankengut von Erich Mühsam, Peter Kropotkin, Michael Bakunin und John Henry Mackay vertraut. 1954 hatte er die beiden Zeitschriften Mahnruf junger Individualisten sowie zusammen mit Willy Huppertz Der junge Antiautoritäre herausgegeben. Der junge Antiautoritäre erschien als Beilage zur Zeitschrift Befreiung (Mülheim an der Ruhr). Zu dieser Zeit beteiligte er sich aktiv an Diskussionen über Notstandsgesetze, Wehrpflicht und atomare Aufrüstung; Timm wurde Mitglied der Internationale der Kriegsdienstgegner (IDK) auf Anregung von Wolfgang Borchert; „W. Borchert besaß für uns eine besondere Bedeutung. […] Er brannte uns mit seinem Gedicht ‚Sag Nein‘ ins Herz, künftig Widerstand gegen alle und jeden zu leisten, die Menschen uniformieren wollten und um sie zum Töten und zum Morden zu zwingen. Ohne Zweifel, Borchert brachte mich zum Antimilitarismus, ohne einem Wenn und Aber.“ Timm war 1958 aktiv im Aktionskreis für Gewaltlosigkeit und nahm ebenfalls bei den Hamburger Ostermärschen teil. 1987 erhielt Timm in Frankfurt am Main den Friedenspreis des Arbeitskreises Karl Liebknecht für „35 Jahre Einsatz für eine humane Gesellschaft [und] sein jahrzehntelanges Engagement in der Gewerkschafts- und Friedensbewegung“.
In diesen Jahren begann sich Timm weiter mit der Lektüre des Anarchismus zu beschäftigen, insbesondere mit den Werken des Individualanarchisten Kurt Zube, dessen kritische Publikationen unter dem Pseudonym: K.H.Z. Solneman ihn überzeugten. Er lernte Zube persönlich kennen und zusammen mit drei weiteren Personen gründeten sie 1974 die „Mackay Gesellschaft“, deren Treuhänder Timm von 1977 bis 1984 war. Timm war als Schriftsteller tätig und Mitherausgeber der libertären Zeitschrift espero.
In seinen letzten Jahren veröffentlichte er auch Beiträge im paläolibertären Magazin eigentümlich frei und bestritt den menschengemachten Klimawandel. Zudem warf er der Klimaschutzbewegung vor, unter dem Deckmantel des Umweltschutz in Wahrheit die bürgerlich-kapitalistische Leistungsgesellschaft zerstören zu wollen.

## Werke
- Anarchie, eine konsequente Entscheidung für Freiheit und Wohlstand. Lernziel Anarchie Nr. 3. Verlag der Mackay Gesellschaft, Freiburg/Br. 1976, ISBN 3-921388-10-4.
- Ökologie und Freiheit. Umweltproblem und Anarchismus. Lernziel Anarchie Nr. 7. Verlag der Mackay Gesellschaft, Freiburg/Br. 1980, ISBN 3-921388-33-3.
- Anarchismus heute. Positionen. Verlag Schwarzer Nachtschatten, Bösdorf 1991, ISBN 3-89041-006-5.
- Gesammelte Schriften. Veröffentlichungen von 1955 - 2002. Neu Wulmstorf 2002, ISBN 3-8311-4482-6.
- Verlorene Kindheit – Errungene Freiheit. Biografie eines unbequemen Libertären. Oppo-Verlag, Berlin 2007, ISBN 978-3-926880-17-8.
- Gegen das Geschäft mit dem Klimawandel – Plädoyer für eine freie und soziale Gesellschaft. (espero – Sonderheft Nr. 13). Edition Anares & Espero, 2012, ISBN 3-905052-75-X.
- Briefe an die Welt. Leserbriefe und Erinnerungen an Zeitzeugen. Hrsg. und Vorwort: Michael von Prollius. Aloha Verlag, Berlin 2013, ISBN 978-3-939215-09-7.